# Fusō (1915)
El Fusō (扶桑) o también llamado IJN Fuso fue un acorazado perteneciente a la Armada Imperial Japonesa que conformaba cabeza de clase con el acorazado Yamashiro.
Inspirado en la clase Iron Duke británica, se caracterizaba junto a su casi-gemelo por tener una conformación artillera de 6 torres dobles dispuestas en el modo 2-1-1-2, la tercera torreta apuntaba a proa -a diferencia del Yamashiro que apuntaba a popa- y la desusada altura de su mástil-puente en forma característica de pagoda, que inspiraría a la posterior clase Ise. No fue considerado como adecuadamente blindado y conscientes de esto, el alto mando japonés lo mantuvo en la llamada Reserva Estratégica de la Armada.
Fue sometido en el periodo de entreguerras a consecutivas modificaciones desde 1923, posteriormente en 1930 donde se le incrementó su eslora desde los 192 hasta los 212 m y adicionalmente su desplazamiento varió en 4100 t y su potencia motriz fue optimizada haciendo recambio de maquinarias aumentando desde 40 000 CV hasta los 75 000 CV, hasta 1935 cuando se le adicionó hidroaviones y mostró su configuración característica de mástil-pagoda, cuya altura era enorme.

## Historial
El Fusō fue autorizado en 1910, botado en Kure el 28 de marzo de 1914 y entró en servicio el 18 de noviembre de 1915 hasta que fue hundido el 25 de octubre de 1944 en la Batalla del Estrecho de Surigao. En la Primera Guerra Mundial no mostró mayor actividad que servir de buque de entrenamiento para oficiales artilleros.

### Segunda Guerra Mundial
En 1941, durante el ataque a Pearl Harbor se mantuvo en aguas japonesas junto a la 1.ª división de acorazados al mando del almirante Isoroku Yamamoto quien enarbolaba insignia en el Nagato.

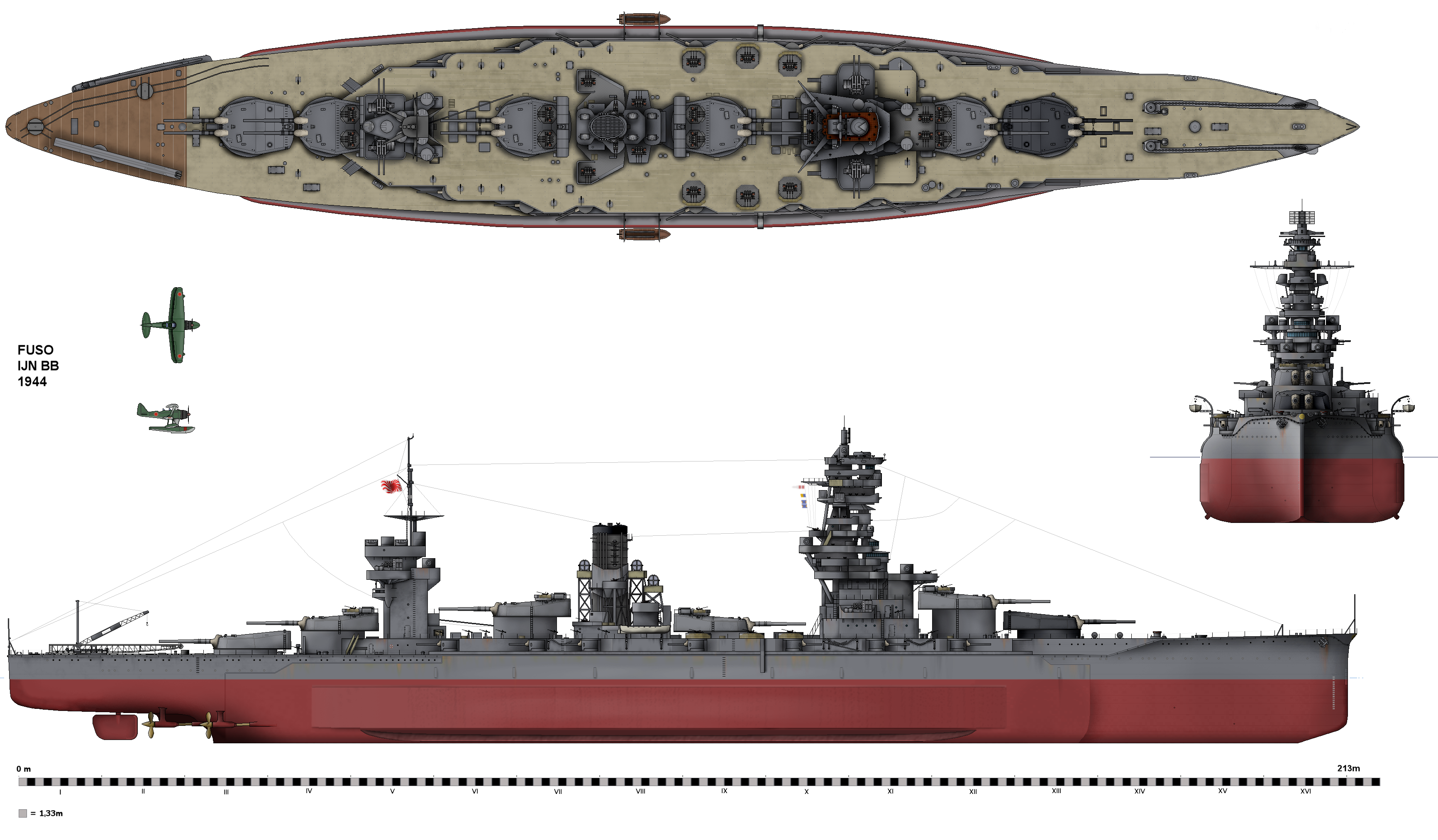
Configuración del Fusō en 1944.

En mayo de 1942 conforma la 2.ª división de acorazados junto al Yamashiro, y toma parte de la fuerza que sirve en el ataque de distracción en las islas Aleutianas como parte de la Operación MI (véase: Batalla de Midway). Posteriormente con la entrada del superacorazado Yamato, el Mutsu, el Nagato, el Hyūga y el Ise, pasan a formar parte de esta división. Finaliza 1942 como buque de entrenamiento para maniobras navales.
El 12 de junio de 1943, estando asignado como buque de entrenamiento, en la bahía de Hashirajima (Hiroshima), rescata a 353 sobrevivientes del Mutsu, hundido por una explosión aparente de sus pañoles de cordita.
En agosto de 1942, el Fusō empezó a realizar misiones de guerra en la escolta de transportes de tropas a Truk a las que fue asignado junto a los acorazados Musashi, Kongō y Haruna.
En 1943, tomó parte en varias misiones de escolta junto al Musashi y fue señalado en varias oportunidades por submarinos americanos que no lograron tener éxito en sus ataques.
El 22 de octubre de 1944 tomó parte en la Batalla del Golfo de Leyte formando parte de la fuerza "C" al mando del almirante Nishimura. La fuerza estaba compuesta por el Yamashiro, el crucero pesado Mogami, los destructores  Misishio, Shigure, Yamagumo y Asagumo. El 24 de octubre por la mañana, fue atacado por aviones procedentes del USS Enterprise (CV-6) y del USS Franklin (CV-13), una bomba penetró la cubierta en el sector de sus catapultas y provocó un incendio que destruyó sus hidroavión, pero el incendio puso ser sofocado por la tripulación.
Al mediodía, Nishimura ordenó al Mogami enviar aviones de exploración en dirección al estrecho de Surigao y golfo de Leyte. Los aviones reportaron la presencia masiva de cruceros, lanchas torpederas y portaaviones. Nishimura a pesar de esta información prosiguió adelante con el plan trazado en la operación Sho-I-Go.

#### Hundimiento

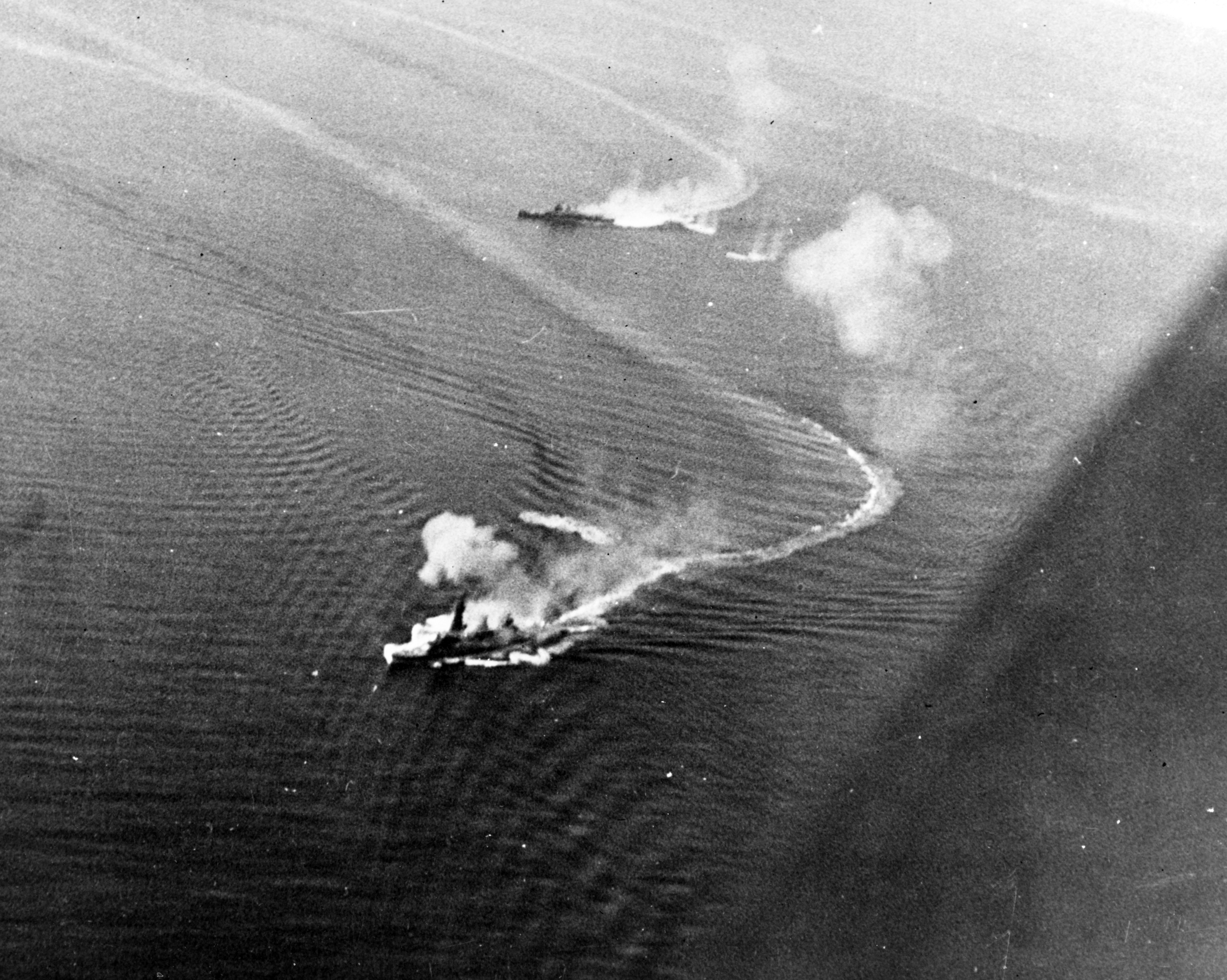
El Fusō (en primer término) el 24 de octubre de 1944 en el estrecho de Surigao, un día antes de ser hundido.

Hacia las 2 de la mañana del 25 de octubre de 1944 alcanza la entrada del estrecho de Surigao dando comienzo a la llamada batalla del Estrecho de Surigao donde es recibido con un ataque de lanchas torpederas americanas las cuales son rechazadas sin recibir daños. Prosigue su intrusión en el estrecho y uno de los destructores de vanguardia, el Yamagumo señala la presencia de unidades enemigas al frente que ya se han lanzado al ataque con torpedos. A las 3:09 el Fusō es tocado por un torpedo en su parte media y el destructor Yamagumo explota con total pérdida de vidas. El Fusō se sale de formación dando vueltas en círculo.
En torno a las 3:20 horas empezó a ser cañoneado con disparos dirigidos por radar y adicionalmente por ataques de torpedos. Fue impactado por un torpedo que le ocasionó incendios internos incontrolados. Su velocidad se redujo desde los 10 a los 5 nudos. A las 3:38 horas los incendios alcanzaron su pañol de municiones y explotó en su parte media partiéndose en dos. Ambas secciones flotaron independientemente y se hundieron posteriormente cañoneadas por el enemigo. No se rescató ningún marino japonés con vida, entre ellos Nishimura. Su gemelo, el Yamashiro fue hundido en esa misma acción.

#### Descubrimiento del pecio
El pecio del Fusō fue localizado a 200 m de profundidad en el Estrecho de Surigao, el 25 de noviembre de 2017, por el RV Petrel de la Fundación Paul Allen, el pecio se encuentra totalmente volcado en una sola pieza; pero notoriamente deformado en el fondo, presentándose en forma de L abierta. el casco esta unido en una sola pieza contradiciendo la versión histórica del comandante del destructor  Shigure que indicó que se habría partido en dos por causa de explosiones, los timones están girados con fuerza a babor, se pudo observar dos grandes boquetes al lado de babor sin confirmar si fue a causa de torpedos.
El hallazgo del pecio indica que este acorazado antecedía al Yamashiro, su cuasi gemelo en la batalla y se le llamaba el "acorazado del sur", fue el primer acorazado alcanzado en la batalla por torpederas PT.